# Karl-Erik Palmér
Karl-Erik Palmér (17 de abril de 1929 — 2 de fevereiro de 2015) foi um futebolista sueco que atuava como meia.
Defendeu os clubes Malmö FF, Legnano e Juventus.
Pela Seleção Sueca, participou da Copa do Mundo FIFA de 1950, na qual a  terminou na terceira colocação.